# Stradom (przedsiębiorstwo)
Stradom SA – polskie przedsiębiorstwo produkcyjne w Częstochowie z branży włókienniczej, zajmujące się głównie produkcją tkanin polipropylenowych.

## Historia
Stradom SA powstał w 1882 roku pod nazwą Towarzystwo Akcyjne Częstochowskich Zakładów Jutowych i Konopnych B-cia Goldsteinn i Opernnheim. W 1898 r. firma została przekształcona w towarzystwo akcyjne. Już w 1900 roku zostało przekształcone w spółkę akcyjną Częstochowskie Zakłady Wyrobów Włókienniczych "Stradom" S.A., a siedziba firmy została przeniesiona do Warszawy.
Fabrykę zlokalizowano nad rzeką Stradomką. Początkowo działały w niej 3 maszyny przygotowowawcze i przędzalnia włókien konopnych oraz pięć maszyn przygotowawczych i przędzalnia juty. Uruchomiono także 22 maszynowe szwalnie do szycia worków. Zatrudnienie kształtowało się na poziomie 800 pracowników. W 1909 roku wymieniono część maszyn z linii produkcyjnej juty na nowe, sprowadzone z Wielkiej Brytanii. W 1911 i 1912 roku zakupiono dodatkowe tereny po zlikwidowanej odlewni żelaza i ulokowano tam halę produkcyjną włókien konopnych, w której znalazło się o 3 zestawy do produkcji więcej niż dotychczas.
W okresie I wojny światowej z fabryki wywieziono wszystkie surowce, jednak park maszynowy nie ucierpiał i produkcja mogła zostać częściowo wznowiona w 1918 roku, jednak dopiero w 1926 r. osiągnięto poziom produkcji sprzed wojny. W latach 1922–1936 przeprowadzono rozbudowę zakładów, uruchomiono także kolejne maszyny do przerobu włókien, dwukrotnie zwiększając moce produkcyjne. W tym okresie zbudowano także farbiarnię, dział impregnacji, niciarnię i bielnik. Produkcja obejmowała przędzę lnianą, konopną, jutową, siodlarską, szewską, lonotwą, nici maszynowe, brezent, drelich, ręczniki, sznury i liny okrętowe, namioty, plecaki, chlebaki i ubrania robocze.
W okresie wielkiego kryzysu redukowano czas pracy robotników i prowadzono zwolnienia, co skutkowało strajkami. W okresie okupacji hitlerowskiej zakłady pracowały bez przerwy, ale asortyment produktów uległ ograniczeniu, a firma znajdowała się pod zarządem niemieckim. Dzięki zaangażowaniu załogi zakład uniknął zniszczeń w czasie przechodzenia frontu i szybko wznowiono produkcję pod tymczasowym zarządem państwowym. W 1946 r. firmę znacjonalizowano i nazwano początkowo Zakłady Przemysłu Lniarskiego Nr 5.

Stradom znacjonalizowano w 1947 roku, a od roku 1952 firma działała pod nazwą: Częstochowskie Zakłady Przemysłu Lniarskiego „Stradom”. Przedsiębiorstwo posiadało Zakładowy Dom Kultury (z kinem „Włókniarz”), żłobek, przedszkole, przychodnię, stołówkę, ośrodki wczasowe w Łebie i Tarasie nad Pilicą. Pod koniec lat 80. XX wieku obok włókien naturalnych zaczęto stosować polipropylen. W latach 1986–1988 pracownica zakładu Zofia Stępień wchodziła w skład najwyższego gremium kierowniczego PZPR - Biura Politycznego KC PZPR.

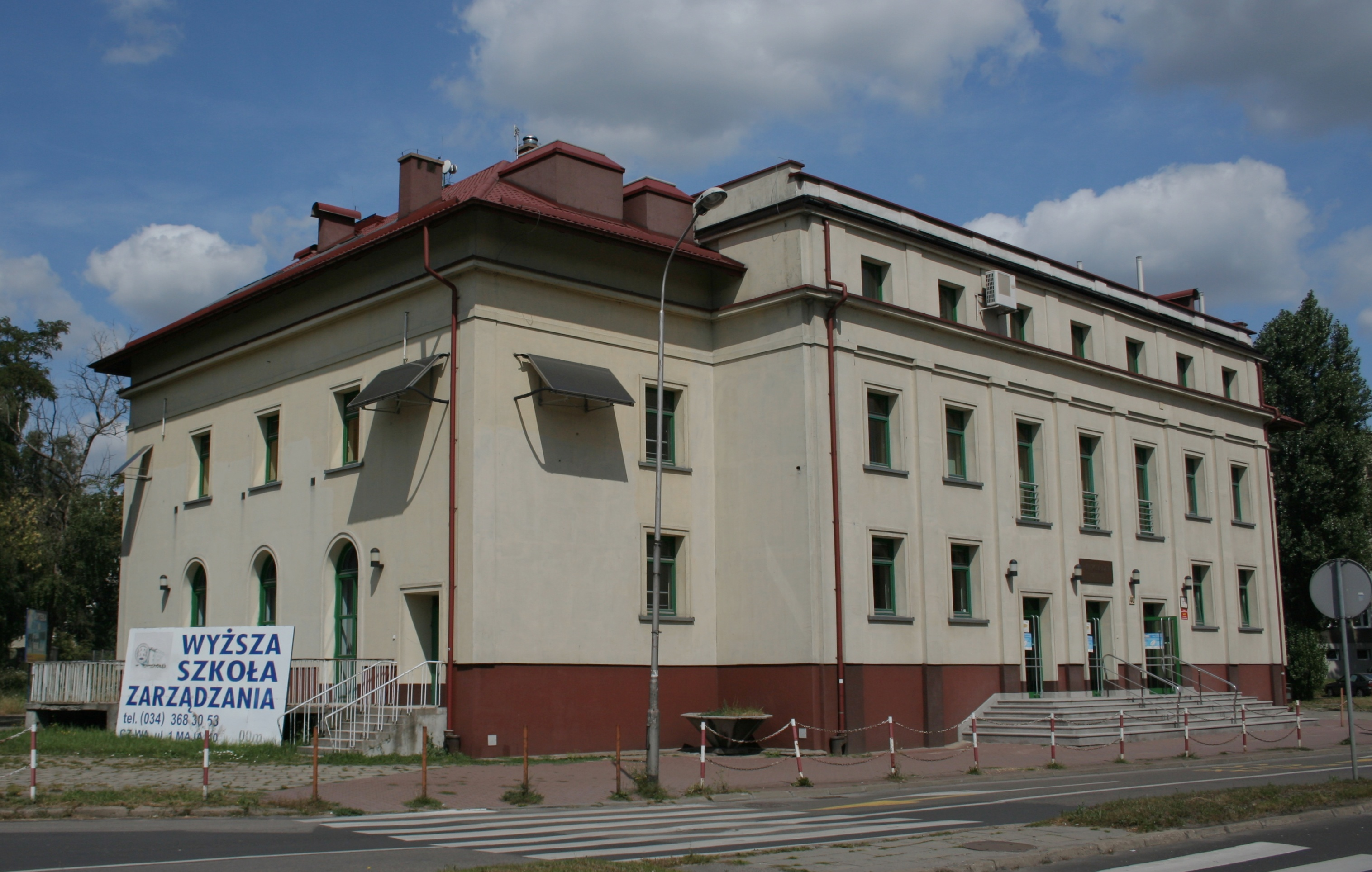
Budynek zakładowego Domu Kultury, obecnie rektorat Wyższej Szkoły Zarządzania

Po upadku systemu socjalistycznego i rozpoczęciu transformacji ustrojowej na przełomie lat 80. i lat 90. XX wieku Stradom stał się w 1992 r. jednoosobową spółką Skarbu Państwa. Trzy lata później akcje fabryki zostały wniesione do Narodowych Funduszy Inwestycyjnych. Pod koniec lat 1980. spółka podjęła się przerobu surowca polipropylenowego, a praca z surowcami naturalnymi (lnianym, konopnym i jutowym) była stopniowo wygaszana i zakończyła pracę pod koniec następnej dekady.
W wyniku nowego podziału administracyjnego Częstochowy z 2004 roku zakład leży w granicach dzielnicy Trzech Wieszczów, a nie na Stradomiu.
W 2006 Stradom SA wszedł do grupy kapitałowej FAM. Po wybuchu kryzysu finansowego w 2008 r. nastąpiło załamanie rynku tkanin technicznych. W związku z tym w następnym roku podjęto inwestycje celem podjęcia produkcji na potrzeby branży drogowniczej. W 2014 r. Skarb Państwa sprzedał 25% akcji przedsiębiorstwa, a kontrolę nad spółką przejął fundusz inwestycyjny THC SPV3. W marcu 2015 roku przedsiębiorstwo wdrożyło i uzyskało certyfikat systemu zarządzania środowiskowego ISO 14001:2004. Trzy lata później Stradom SA stał się własnością czeskiej spółki BR Group z branży tekstylnej. W lutym 2020 r. zdecydowano o postawieniu zakładu w stan likwidacji restrukturyzacyjnej.

## Drużyna piłkarska
W 1934 r. przy zakładach powstał Klub Kulturalno Sportowy Stradom Częstochowa. W latach 1936–1939 drużyna grała w częstochowskiej A klasie (III poziom rozgrywek).